# Pseudochelaria
Pseudochelaria is een geslacht van vlinders van de familie tastermotten (Gelechiidae).

## Soorten
- P. arbutina (Keifer, 1929)
- P. manzanitae (Keifer, 1930)
- P. pennsylvanica (Dietz, 1900)
- P. scabrella (Busck, 1913)
- P. walsinghami Dietz, 1900